# Palača kod Zlatnih vrata u Splitu
Palača kod Zlatnih vrata je palača u Hrvatskoj, u Splitu. Nalazi se u Dioklecijanovoj ulici 7, kod Zlatnih vrata Dioklecijanove palače.
Ne zna se obitelj za koju je bila građena i čiji se grb nalazi u luneti dvorišnog portala. Poslije je pripadala splitskoj plemićkoj obitelj Cindro, čiji grb nalazimo na kapitel dvorišne lože. Stilski palača pripada kasnogotičkoj arhitekturi. Pročelje palače prema Dioklecijanovoj ulici je romaničko. Palača datira iz druge polovice 15. stoljeća. Projekt i izvedba pripisuju se Jurju Dalmatincu. Godine 1960. obnovljeni su pročelje palače, loža na prvom katu te dvorište s ložom i stubištem.

## Zaštita
Pod oznakom P-5119 zavedena je kao nepokretno kulturno dobro - pojedinačno, pravna statusa zaštićena kulturnog dobra, klasificirano kao profana graditeljska baština.